# Plana (gmina Paraćin)
Plana (cyr. Плана) – wieś w Serbii, w okręgu pomorawskim, w gminie Paraćin. W 2011 roku liczyła 1144 mieszkańców.